# كيرا كوكرين
كيرا كوكرين (بالإنجليزية: Kira Cochrane)‏ هي صحفية بريطانية، ولدت في 1977 في إسكس في المملكة المتحدة.